# 松平康郷 (松井松平家)
松平 康郷（まつだいら やすさと）は、江戸時代前期から中期にかけての旗本。

## 経歴
寛文8年（1668年）8月8日、将軍徳川家綱に初めて御目見。寛文12年（1672年）5月26日小姓組に列し、貞享2年（1685年）8月29日進物番となる。正徳4年（1714年）6月28日、西ノ丸裏門番頭に移り、同年10月26日に布衣の着用を許される。享保13年（1728年）2月4日に先手弓頭に転じる。享保18年（1733年）7月2日、老齢のため職を辞して寄合に列する。享保19年（1734年）4月11日、84歳で死去。

## 系譜
- 父：松平康敬
- 正室：六郷政信の娘
- 長男：松平康豊 - 松平康員の養子
- 次男：松平康平 - 生母は正室
- 三男：前田房長 - 前田玄長の養子
- 長女：中根元宴室
- 次女：松平康詮室 - 松平康豊の養女